# حارة السواري (صنعاء)
حارة السواري هي إحدى حارات حي الفروسية بضواحي الأمانة مديرية سنحان وبني بهلول، بلغ تعداد سكانها 968 نسمة حسب تعداد اليمن لعام 2004.